# Tarsiphantes
Tarsiphantes latithorax es una especie de araña araneomorfa de la familia Linyphiidae. Es el único miembro del género monotípico Tarsiphantes.

## Distribución
Se encuentra en Rusia, Canadá y Groenlandia.